# Alois Alzheimer
Aloysius "Alois" Alzheimer (14. lipnja 1864. – 19. prosinca 1915.) bio je njemački psihijatar i neuropatolog, koji je zaslužan za prvi opis presenilne demencije koju je kasnije njegov kolega, Emil Kraepelin, po njemu nazvao Alzheimerova bolest.
Alzheimer je rođen u Bavarskoj u mjestu Marktbreit, diplomirao je medicinu na Sveučilištu u Würzburgu 1887.g. Godine 1901. dok je radio u psihijatrijskoj bolnici u njemačkom gradu Frankfurt na Majni, primijetio je pacijenticu Auguste Deter koja je sljedećih pet godina postala središte njegovog zanimanja. Bolesnica u dobi od 51 godine je patila od neuobičajenih simptoma koji su uključivali i gubitak kratkotrajnog pamćenja. Nakon njene smrti 1906.g. zajedno s dva talijanska liječnik je na uzorcima njenog mozga, posebnim tehnikama bojanja, otkrio u neuronima nakupine amiloida u obliku druza (plakova) ili fibrila. Po prvi puta su se klinički simptomi presenilne demecije povezali s patološkim promjenama mozga. Kako je u to vrijeme njemački jezik bio vodeći u psihijatriji, Kraepelinov naziv, Alzheimerova bolest uvriježio se znanstvenoj literaturi toga vremena. Alzheimer je preminuo u dobi od 51 godine u gradu Wrocławu, najverojatnije od posljedica reumatske groznice i bubrežnog zatajenja.